# Evile
Evile est un groupe de thrash metal britannique originaire de Huddersfield, Royaume-Uni.

## Histoire du groupe

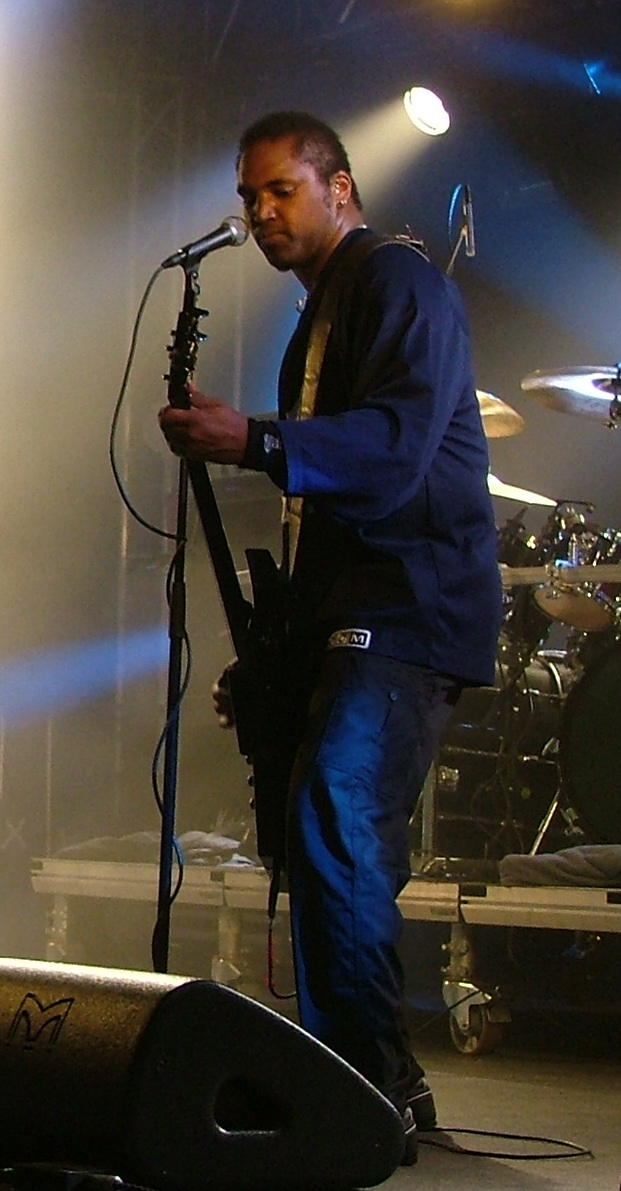
Mike Alexander, bassiste du groupe

En 2004, deux amis d'école, Matt Drake et Ben Carter, forment un groupe de reprises nommé Metal Militia, et jouent principalement du Metallica.
Le frère de Matt, Ol Drake, rejoint la formation en sa qualité de guitariste lead, ainsi que Mike Alexander au poste de bassiste, en répondant préalablement à une annonce affichée dans un magasin de guitares local. Le line-up ainsi affiché est toujours d'actualité, hormis pour Mike Alexander, qui décédera en 2009.
En 2004, le groupe sort une première démo, All Hallows Eve, puis une seconde en 2006, Hell Demo. L'année suivante, le groupe sort son premier album studio, Enter the Grave, qui commencera à les faire connaitre en dehors de la scène régionale.
Vers le milieu de l'année 2009, le groupe entre en studios en préparation d'un deuxième album, qui est sorti vers la fin du mois de septembre de cette même année.
En 2009 alors que le groupe fait la première partie de la tournée du groupe suédois Amon Amarth, le bassiste décède.

## Influences
La musique de Evile est principalement influencée par les groupes de Thrash metal des années 1980, parmi tous ces groupes, on peut citer par exemple Metallica, Megadeth, Sepultura, Slayer, Exodus, Testament et Annihilator.
Cependant, le groupe a également des influences de Death metal, comme le groupe Obituary ou encore le groupe Death, dont le groupe a fait la reprise de leur titre Voice of the Soul. Ont également été repris par Evile, le morceau "Cemetery Gates", de Pantera et "Drowned" de Entombed.

## Membres du groupe
Membres actuels
- Ol Drake - Chant (2020-présent) et Guitare solo (2004-2013, 2018-présent).
- Adam Smith - Guitare rythmique (2020-présent).
- Ben Carter - Batterie (2004-présent).
- Joel Graham - Basse (2009-présent).

Anciens membres
- Matt Drake - Chant et Guitare rythmique (2004-2020).
- Piers Donno-Fuller - Guitare solo et second chant (2014-2018).
- Mike Alexander - Basse et second chant (2004-2009†).

## Discographie

### Demos
- 2004 : All Hallows Eve
- 2006 : Hell Demo

### Albums Studio
- 2007 : Enter the Grave
- 2009 : Infected Nations
- 2011 : Five Serpent's Teeth
- 2013 : Skull
- 2021 : Hell Unleashed